# Gros Islet
Gros Islet (aus dem Französischen: Große Insel) ist ein Ort im Norden des Inselstaates St. Lucia. Er ist namensgebend für das Quarter Gros Islet und eines der beliebtesten Touristenziele in St. Lucia.

## Geographie
Die Siedlung Gros Islet mit den Ortsteilen Edge Water, Bella Rosa, Beausejour Phase 1 und Bonneterre liegt im Nordwesten von St. Lucia, südlich des Cap Estates. Die Siedlung liegt an einer Engstelle der Insel zwischen der Bucht Rodney Bay im Westen und der Epouge Bay im Osten. Die Rodney Bay erstreckt sich zwischen Mount Pimard und Pigeon Island und gibt dem Ort Rodney Bay im Süden ihren Namen. Die neueren Baugebiete (Beausejour) liegen nur etwa 500 m von der Ostküste entfernt. Gros Islet erhielt in den 1970er Jahren durch künstliche Aufschüttung Zugang zum Inselchen Pigeon Island im Westen und nach Süden und Osten erstreckte sich früher ein Mangrovensumpf, der ausgehoben wurde um die Rodney Bay Marina anzulegen. Nach Südosten hin begrenzt Mont Layou (Monchy) das Siedlungsgebiet. An dieser Grenze befindet sich auch das Darren Sammy National Cricket Stadium. Das Stadion ist ein Test-Cricket-Stadion und wird vom West Indies Cricket Team benutzt. Das Stadion war auch einer der Austragungsorte beim Cricket World Cup 2007, der ICC World Twenty20 2010 und des ICC Men’s T20 World Cup 2024.

## Geschichte
Ursprünglich gab es in dem Gebiet Siedlungen der Kariben. Eine französische Karte von 1717 verzeichnet das Gebiet erstmals als „Gros Islet“. Die ersten kolonialen Siedler waren Franzosen von Martinique. Die ersten katholischen Priester auf der Insel siedelten sich 1749 im Ort an, daher ist es eine der ältesten katholischen Pfarrein.
1778 eroberten die Briten als Vergeltung für die Kriegserklärung der Franzosen die Insel und errichteten einen Marinestützpunkt in Gros Islet Bay (1782), wobei sie den Namen zeitweilig in Fort Rodney abänderten. Die Insel sollte noch öfters zwischen Briten und Franzosen den Besitzer wechseln.
Im 19. Jahrhundert und zu Beginn des 20. Jahrhunderts lebten die Bewohner des Dorfes vor allem von der Landwirtschaft, einige auch von der Fischerei sowie vom Handwerk und Handel.
Seit der zweiten Hälfte des 20. Jahrhunderts und beschleunigt seit den 1980er Jahren nahm der Tourismus zu, nachdem der Ort im Tourismus-Entwicklungsplan der Organisation Amerikanischer Staaten als bevorzugter Ort für den Tourismusausbau benannt worden war. Zwischen 1991 und 2001 wuchs die Bevölkerung um 54 %, das war die höchste Wachstumsrate landesweit. Bei der Volkszählung 2001 wurden 19.409 Einwohner erfasst, demnach war es die zweitgrößte Gemeinde in St. Lucia (13.505 im Jahr 1991 und 10.164 im Jahr 1980).

## Bauwerke
- St. Joseph the Worker Church
- Beausejour Cricket Stadium

## Persönlichkeiten
- Michael Joseph (* 2002), Sprinter